# Jamarca Sanford
Jamarca Deshaun Sanford (* 27. August 1985 in Batesville, Mississippi) ist ein ehemaliger US-amerikanischer American-Football-Spieler in der National Football League (NFL). Er spielte für die Minnesota Vikings, die Washington Redskins sowie die New Orleans Saints als Safety.

## College
Sanford besuchte die University of Mississippi und spielte für deren Team, die Ole Miss Rebels, an verschiedenen Positionen in der Secondary College Football. 

## NFL

### Minnesota Vikings
Beim NFL Draft 2009 wurde er in der 7. Runde als insgesamt 231. von den Minnesota Vikings ausgewählt. In den ersten beiden Saisonen kam er vor allem als Safety in den Special Teams zum Einsatz, 20111 schließlich wurde er Starting-Safety in der regulären Defense.

### Washington Redskins
Nach mehreren Verletzungen während der Vorbereitung wurde er 2014 kurz vor Beginn der Regular Season entlassen. Ende September 2014 unterschrieb er einen Vertrag bei den Washington Redskins, der aber schon nach drei Spielen wieder aufgelöst wurde.

### New Orleans Saints
Am 11. November 2014 wurde Sanford von den New Orleans Saints, die mehrere verletzungsbedingte Ausfälle in der Secondary zu beklagen hatten, verpflichtet. Er fiel die gesamte Saison 2016 verletzungsbedingt aus,
2017 wurde sein Vertrag nicht mehr verlängert.